# Peter Blair
Peter Steele „Pete“ Blair (* 14. Februar 1932 in Cleveland, Ohio; † 29. Juni 1994 in Stephenson, Michigan) war ein US-amerikanischer Ringer und Gewinner einer Bronzemedaille bei den Olympischen Spielen 1956.

## Werdegang
Peter Blair erlernte das Ringen an der Granby High School. Sein Trainer war dort Billy Martin. Er rang ausschließlich im freien Stil. Nach der High-School-Zeit ging Peter zur US-Navy und betätigte sich dort weiterhin mit dem Ringen, spielte aber auch American Football. Sein Ringertrainer war dort Ray Swartz. In den Jahren 1954 und 1955 gewann er die NCAA-Championships (USA-Studentenmeisterschaft) im freien Stil im Halbschwergewicht. 1956 qualifizierte er sich für die Teilnahme an den Olympischen Spielen in Melbourne. Peter Blair siegte dort u. a. über den finnischen Vizeweltmeister von 1955 Veikko Lahti und Adil Atan aus der Türkei und gewann die Bronzemedaille im Halbschwergewicht.
An weiteren internationalen Meisterschaften nahm Peter Blair nicht teil. Vielmehr konzentrierte er sich seit den Olympischen Spielen 1956 auf seine berufliche Laufbahn und betrieb Sport nur mehr als Hobby.

## Internationale Erfolge
| Jahr | Platz  | Wettbewerb      | Gewichtsklasse | Ergebnisse |
| 1956 | Bronze | OS in Melbourne | Halbschwer     | mit Siegen über Jacob Theron, Südafrika, Veikko Lahti, Finnland u. Adil Atan, Türkei u. Niederlagen Wiking Palm, Schweden, Boris Kulajew, UdSSR u. Gholam Reza Takhti, Iran |

## Nationale Erfolge
| Jahr | Platz | Wettbewerb         | Gewichtsklasse | Ergebnisse                                        |
| 1954 | 1.    | NCAA-Championships | Halbschwer     | vor Joe Conley, Leligh u. Bill Oberly, Penn State |
| 1955 | 1.    | NCAA-Championships | Halbschwer     | vor Ken Leuer, Iowa u. Richard Anthony, Indiana   |
| 1956 | 1.    | AAU-Championships  | Halbschwer     |                                                   |
| 1956 | 1.    | Olympia-Trials     | Halbschwer     |                                                   |

## Erläuterungen
- alle Wettbewerbe im freien Stil
- OS = Olympische Spiele
- Halbschwergewicht, damals bis 87 kg Körpergewicht
- NCAA = US-amerikanischer Studenten-Sportverband, AAU = Amateur-Athleten-Union